# In Bausch und Bogen
In Bausch und Bogen ist eine deutsche Redewendung mit der Bedeutung „ganz und gar, alles zusammen, ohne Berücksichtigung von Einzelheiten, Ausnahmen oder Unterschieden“. Der Ausdruck dient heute meist als modale Adverbialbestimmung zu Verben, die eine negative Beurteilung oder ablehnende Reaktion ausdrücken: Wenn etwas „in Bausch und Bogen verdammt“ wird, dann wird es rundheraus und uneingeschränkt verworfen.

## Herkunft
Die stabreimende Zwillingsformel ist seit Anfang des 18. Jahrhunderts in der Kaufmannssprache für den Warenhandel belegt und bedeutet „im Ganzen, überschlägig“, also für einen veranschlagten Gesamtpreis, ohne vorgängige Addition von Einzelposten und ohne genaues Messen oder Wägen. In § 930 des österreichischen ABGB von 1811 ist „in Pausch und Bogen“ definiert als „Sachen […], so, wie sie stehen und liegen, ohne Zahl, Maß und Gewicht“. Die kürzere Ausdrucksweise „in pausch“ (auch: „mit/durch den Pausch/Bausch“) ist in der Bedeutung „summarisch, ohne Einzelberechnung“ bereits für das Jahr 1310 belegt und ab dem frühen 16. Jahrhundert häufig nachweisbar; sie wurde im Laufe des 18. Jahrhunderts durch die Doppelform verdrängt. Ihre Herkunft wurde damit erklärt, dass ein Pausch oder Bausch in der Grundbedeutung etwas Zusammengeknülltes, Zusammengestopftes oder Zusammengebundenes bezeichnet. Aus der älteren Wortform „Pausch“ wurde der neulateinische Ausdruck pauschalis gebildet, daraus entstand wieder eingedeutscht der Begriff „pauschal“.
Jacob Grimm gibt im Deutschen Wörterbuch einen anderen Ursprung der Formel aus der Flurvermessung an, wo die nach außen ausbiegende Grenze als „Bausch“, die nach innen ausbiegende als „Boge“ bezeichnet wird; beim Verkauf „in Bausch und Bogen“ wird also darauf verzichtet, die Abweichungen im Grenzverlauf gegeneinander aufzurechnen, und stattdessen davon ausgegangen, dass sich bei einer begradigten Grundstücksgrenze Zuviel und Zuwenig ausgleichen. Wolfgang Pfeifer übernimmt diese Herleitung, ebenso das Duden-Herkunftswörterbuch. Ein weiterer Erklärungsversuch bezieht sich auf das vorindustrielle Papiermacherhandwerk, wo im Herstellungsprozess ein Stapel von 182 frisch geschöpften Bogen Papier als „Bausch(t)“ oder „Pausch(t)“ bezeichnet wurde. Elmar Seebold lehnt beide Erklärungsmodelle mit der Begründung ab, dass frühe fachsprachliche Belege dafür fehlen, und betrachtet die Wendung daher als „etymologisch nicht eindeutig geklärt“.